# Castelo Bornem

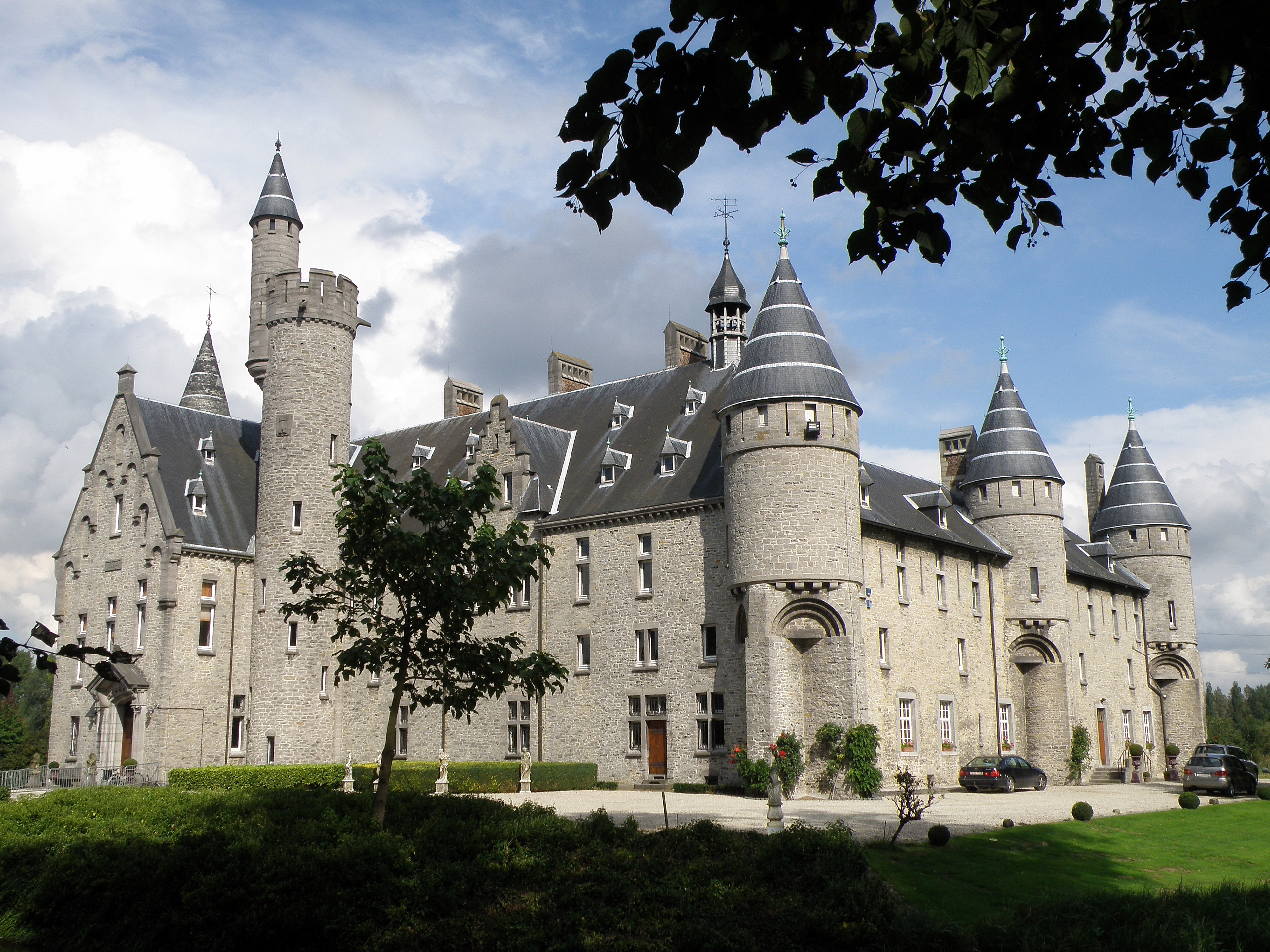
Castelo Bornem

O Castelo de Bornem é uma casa de campo, situada em Bornem, província de Antuérpia, Bélgica. O Castelo de Bornem está situado a uma altitude de 1 metro.

## Construção
A primeira fortificação no lugar data dos séculos X ou XI e tinha como objetivo defender-se contra as incursões dos vikings.